# 20 v. Chr.
Portal Geschichte | Portal Biografien | Aktuelle Ereignisse | Jahreskalender | Tagesartikel

◄ |
2. Jahrhundert v. Chr. |
1. Jahrhundert v. Chr. |
1. Jahrhundert |
►

◄ | 40er v. Chr. | 30er v. Chr. | 20er v. Chr. | 10er v. Chr. |
0er v. Chr. |
►

◄◄ | ◄ | 23 v. Chr. | 22 v. Chr. | 21 v. Chr. | 20 v. Chr. |
19 v. Chr. |
18 v. Chr. |
17 v. Chr. |
► |
►►
Staatsoberhäupter

## Ereignisse

### Politik und Weltgeschehen

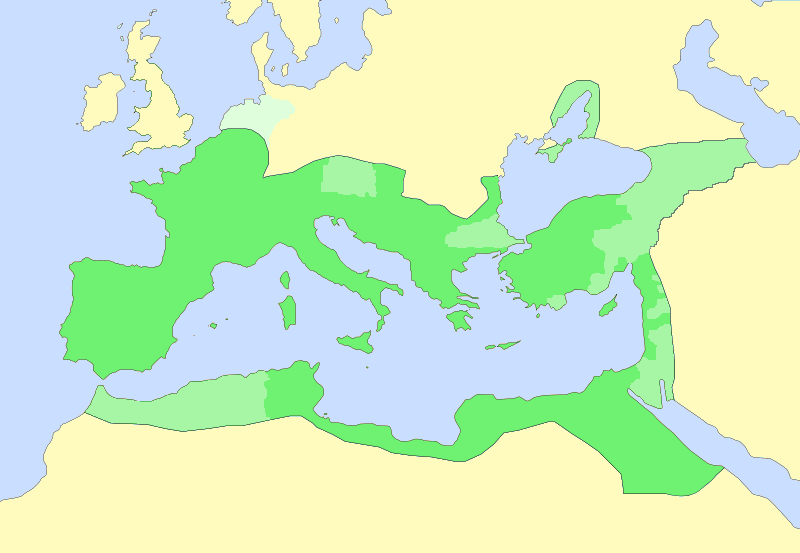
Das Römische Reich unter Augustus:
Italien und die römischen Provinzen
abhängige Gebiete und Klientelstaaten
Provinz Germania Magna

Der römische Kaiser Augustus schließt einen Friedensvertrag mit dem Reich der Parther, bei dem beide Seiten den Euphrat als Grenze zwischen den beiden Reichen anerkennen. Dabei erfolgt auch die Rückgabe der in der Schlacht bei Carrhae von den Parthern erbeuteten römischen Legionsadler (Aquilae). Zwischen beiden Seiten werden zahlreiche Kriegsgefangene ausgetauscht. Unter anderem kehrt der als Geisel gehaltene Sohn des parthischen Herrschers Phraates IV. in seine Heimat zurück. 
Marcus Vipsanius Agrippa, seit dem Vorjahr Schwiegersohn des Augustus, wird zum zweiten Mal Statthalter im jenseitigen Gallien. Er lässt ein Straßennetz mit dem Ausgangspunkt Lugdunum bauen, um schnellere Truppenbewegungen im Kantabrischen Krieg möglich zu machen. Er lässt außerdem verschiedene Bauwerke errichten, unter anderem Aquädukte und Amphitheater. 

### Kultur und Gesellschaft

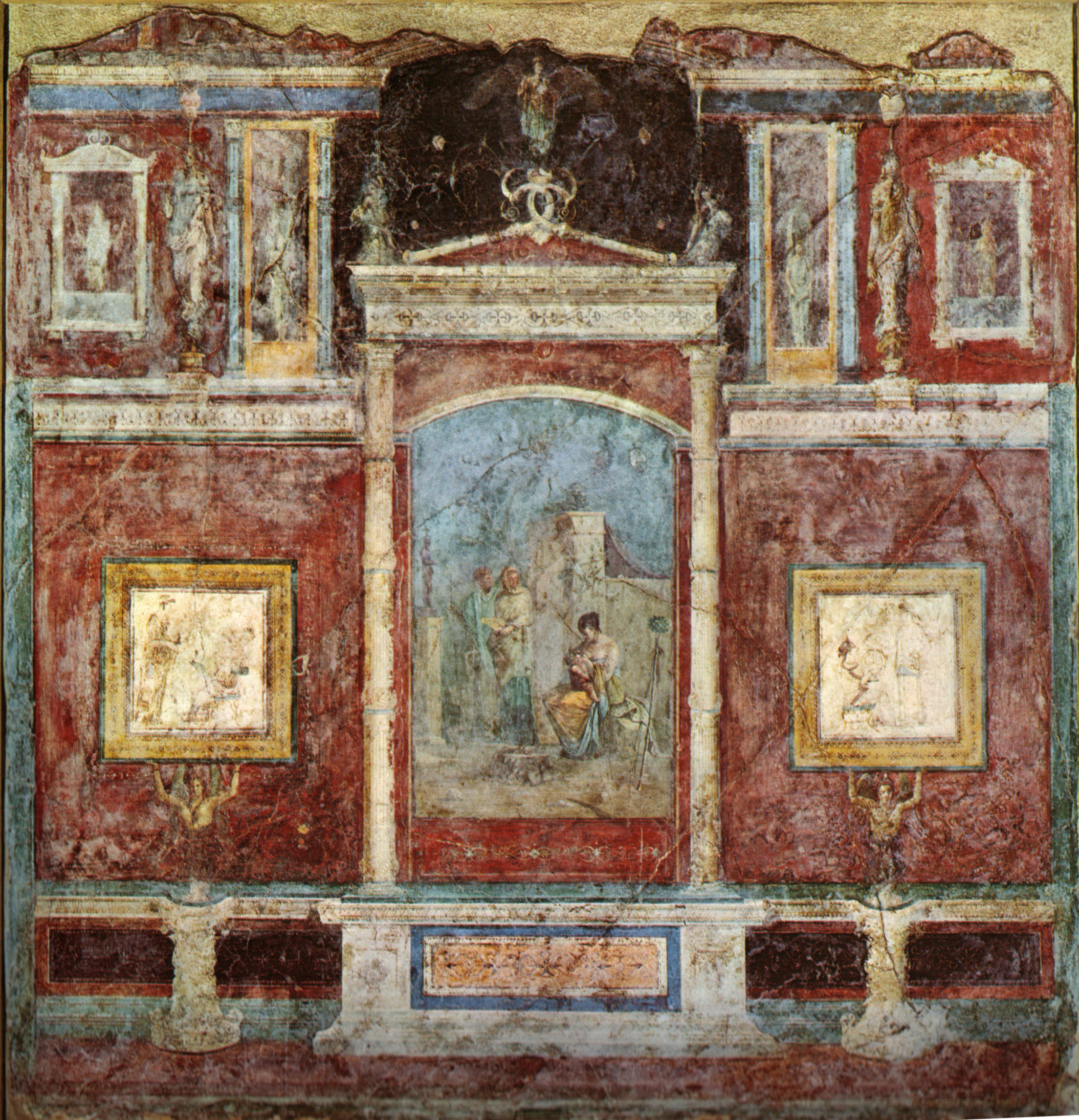
Wandfresko in der Casa della Farnesina (1879 wiederentdeckt)

Um 20 v. Chr. wird im Ufergebiet des Tibers in Rom die Casa della Farnesina errichtet, die möglicherweise als Wohnsitz für Marcus Vipsanius Agrippa und die Kaisertochter Iulia dient. Die Villa, die mit reicher Wandmalerei ausgestattet wird, muss bald nach dem Bau aufgegeben werden, da sie offenbar zu nahe am Tiber gebaut war und eine Überschwemmung das Gebäude mit Schlamm füllt.

## Geboren
- Gaius Caesar, römischer Politiker († 4 n. Chr.)
- um 20 v. Chr.: Herodes Antipas, König von Judäa († um 39 n. Chr.)
- um 20 v. Chr.: Lucius Aelius Seianus, römischer Politiker († 31 n. Chr.)
- um 20 v. Chr.: Velleius Paterculus, römischer Historiker († nach 30 n. Chr.)
- um 20 v. Chr.: Phaedrus, römischer Fabeldichter († um 51 n. Chr.)

## Gestorben
- Artaxias II., König von Armenien
- Mithridates II., König von Kommagene